# Nigawan
Nigawan – wieś w Armenii, w prowincji Aragacotn. W 2011 roku liczyła 658 mieszkańców.